# Warner Bros. Studio Tour London – The Making of Harry Potter
Warner Bros. Studio Tour London - The Making of Harry Potter es una exposición y visita a los estudios Leavesden, al sureste de Inglaterra, propiedad de Warner Bros. y gestionada por su división Studio Tours. Se encuentra dentro de los estudios Warner Bros. de Leavesden, cerca de Watford, en el suroeste de Hertfordshire, y alberga una exposición permanente de trajes, objetos de atrezzo y decorados auténticos utilizados en la producción de las películas de Harry Potter, así como de los efectos visuales entre bastidores. La visita se realiza en los escenarios J y K, construidos especialmente para la atracción, y está separada de las instalaciones de producción del estudio.
Warner Bros. Studio Tour London abrió al público en 2012 y desde entonces ha recibido hasta 6000 visitantes al día en las horas punta. TripAdvisor informó de que Warner Bros. Studio Tour London - The Making of Harry Potter ha sido la atracción mejor valorada en todo el mundo.

## Historia
El aeródromo de Leavesden fue un campo de aviación británico creado en 1940 por la de Havilland Aircraft Company y el Ministerio del Aire en el pequeño pueblo de Leavesden, entre Watford y Abbots Langley, en Hertfordshire. Fue un importante centro de producción de aviones durante la Segunda Guerra Mundial. Al final de la guerra, el aeródromo de Leavesden era, por volumen, la mayor fábrica del mundo.
Una vez terminada la guerra, Rolls-Royce se encargó de adquirir el aeródromo, que se mantuvo durante décadas hasta los años 90. Finalmente quedó abandonado.
En 1994, la producción de la película James Bond descubrió el aeródromo desocupado y lo alquiló para grabar la película GoldenEye. Gracias a su fama, multitud de películas empezaron a rodarse allí hasta que en 2000 llegaría la saga de Harry Potter de la mano de Warner Bros.
A finales de 2010, Warner Bros. compraría estos estudios para albergar una exposición pública permanente a la que denominó Warner Bros. Studio Tour London – The Making of Harry Potter, creando 300 nuevos puestos de trabajo en la zona.

## Inauguración
El 31 de marzo de 2012 se abrió al público el Warner Bros. Studio Tour London – The Making of Harry Potter, un evento al que asistieron miembros del reparto como Rupert Grint, Tom Felton, Bonnie Wright y Evanna Lynch.

## Tour
La visita completa suele llevar unas tres horas y media y puede alcanzar la cifra de 6.000 visitantes en un día en temporada alta.
Aquí, los visitantes disfrutan de cada uno de los detalles y esfuerzos que han llevado a este largometraje a ser uno de los más vistos del mundo.
Además de ver la plataforma 9 3/4, el Bosque Prohibido, el Callejón Diagón y la cantidad de trajes, maquillajes y escenarios, también se puede probar la cerveza de mantequilla. 

## Premios
El Warner Bros. Studio Tour London – The Making of Harry Potter ha ganado varios premios desde su apertura.  

## Galería de imágenes

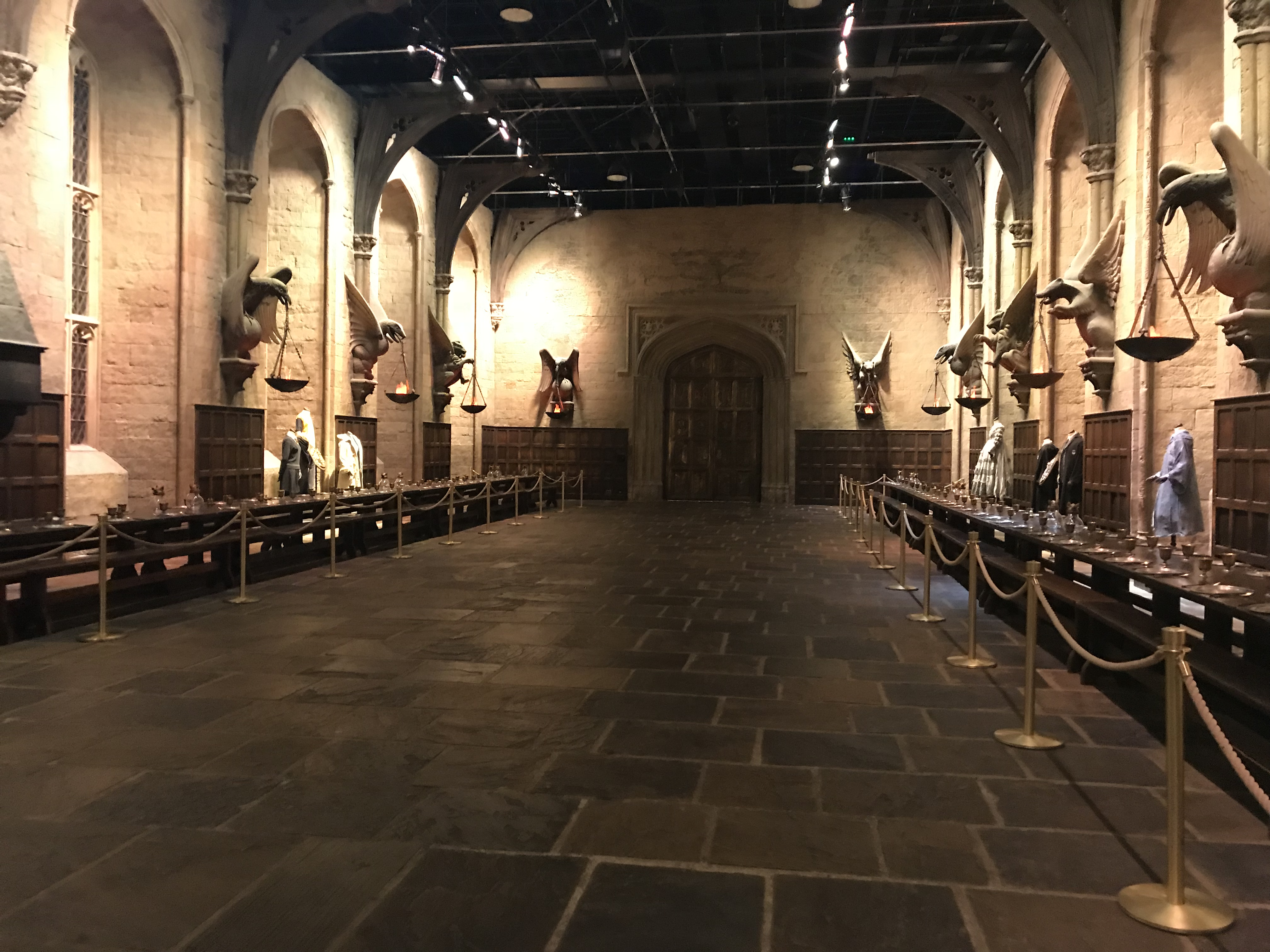
El Gran Salón
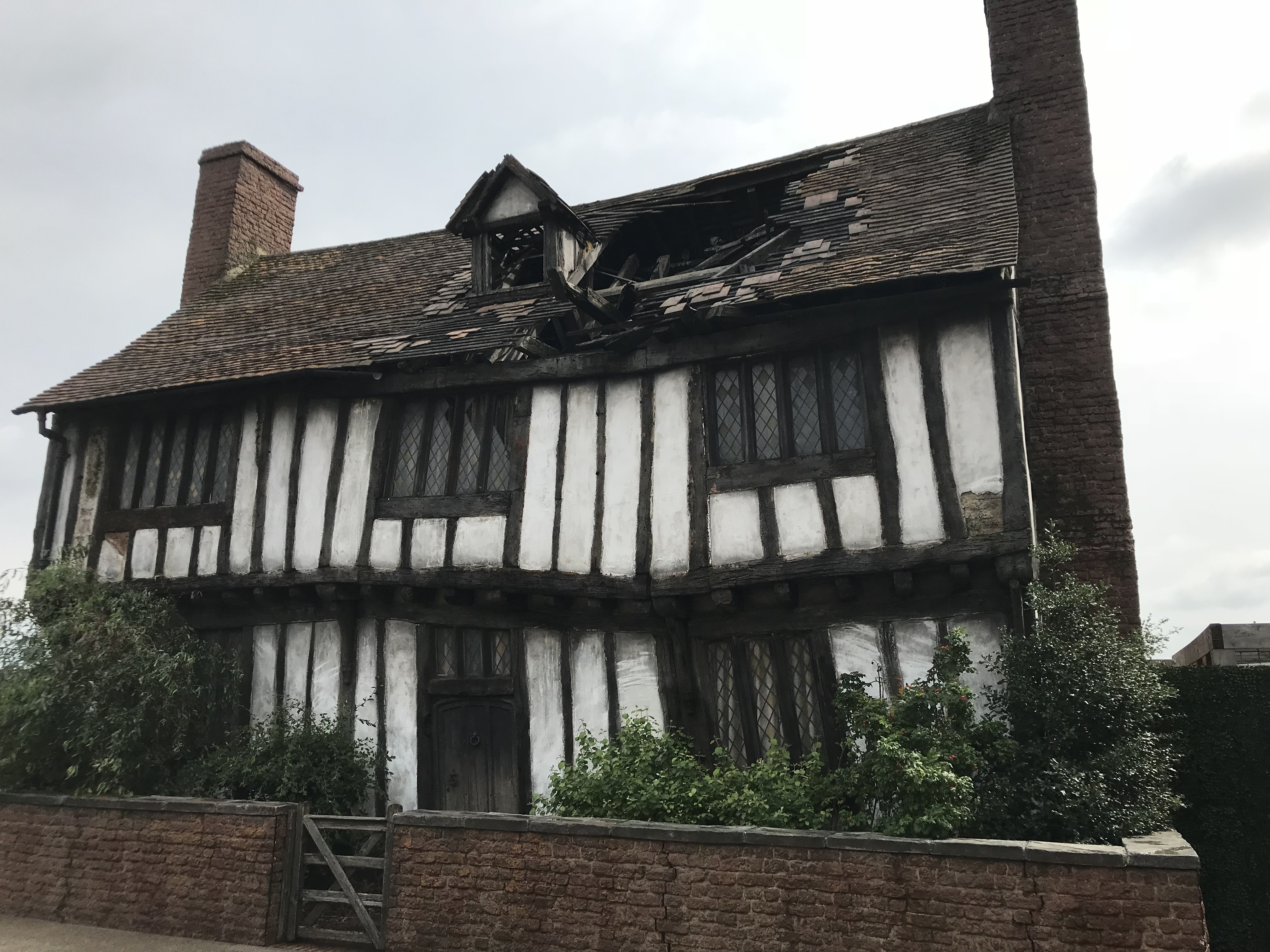
La residencia de Harry Potter vista en Harry Potter y las reliquias de la Muerte Parte 1 y Harry Potter y las reliquias de la Muerte: parte 2
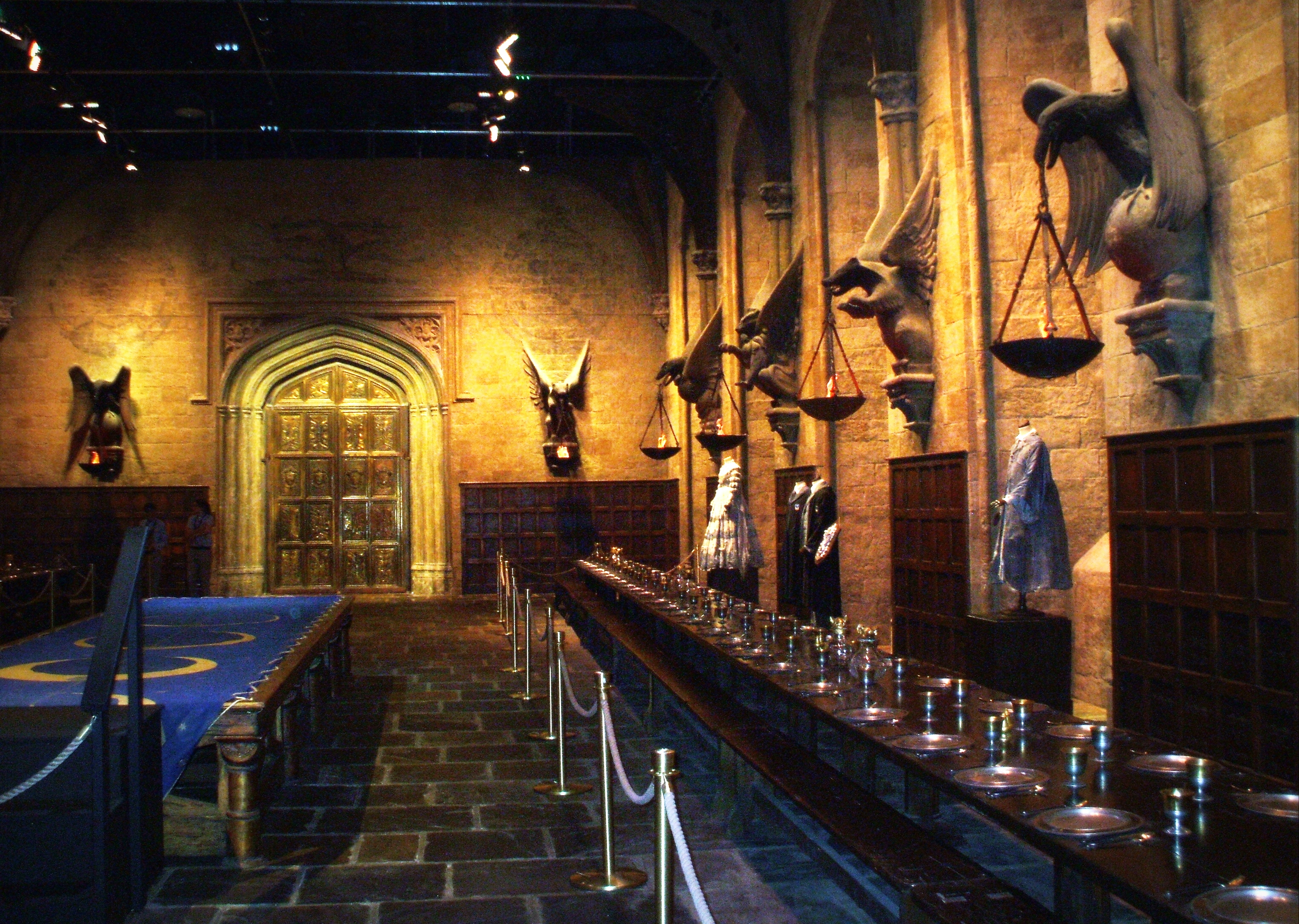
El Gran Salón según se ve en Harry Potter y la cámara Secreta
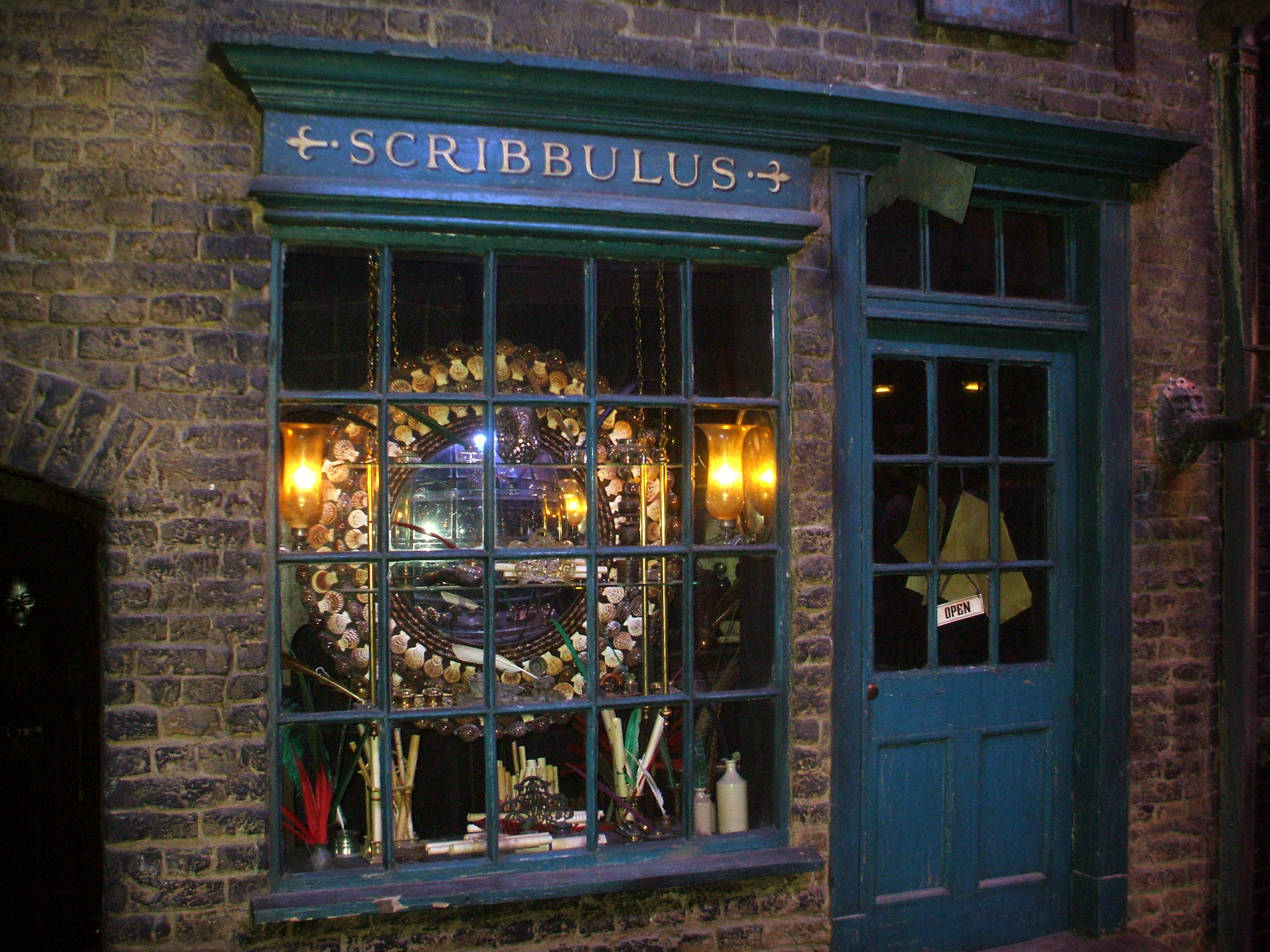
Tienda Scribbulus, Callejón Diagon
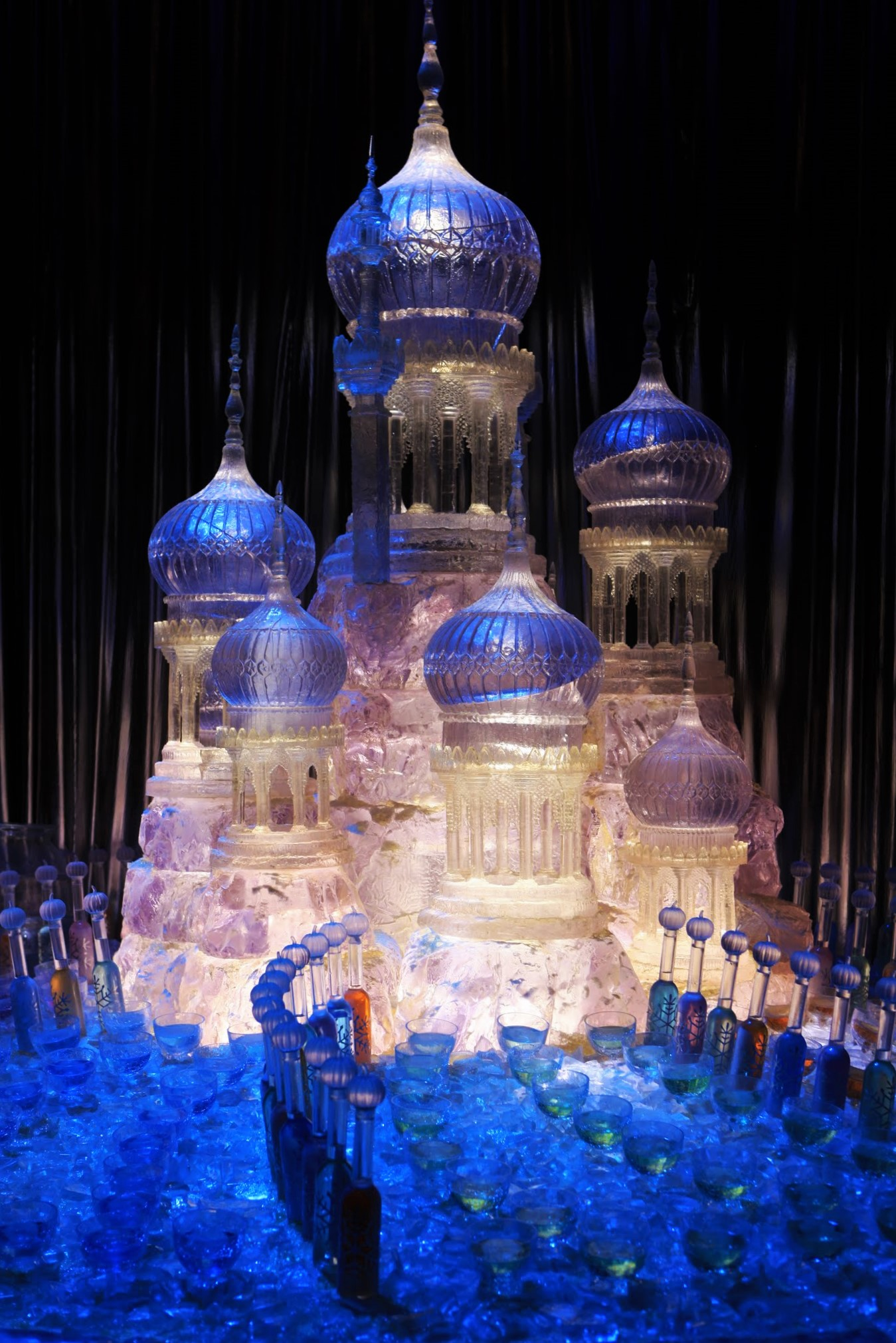
Castillo de hielo tal como aparece en Harry Potter y el cáliz de fuego
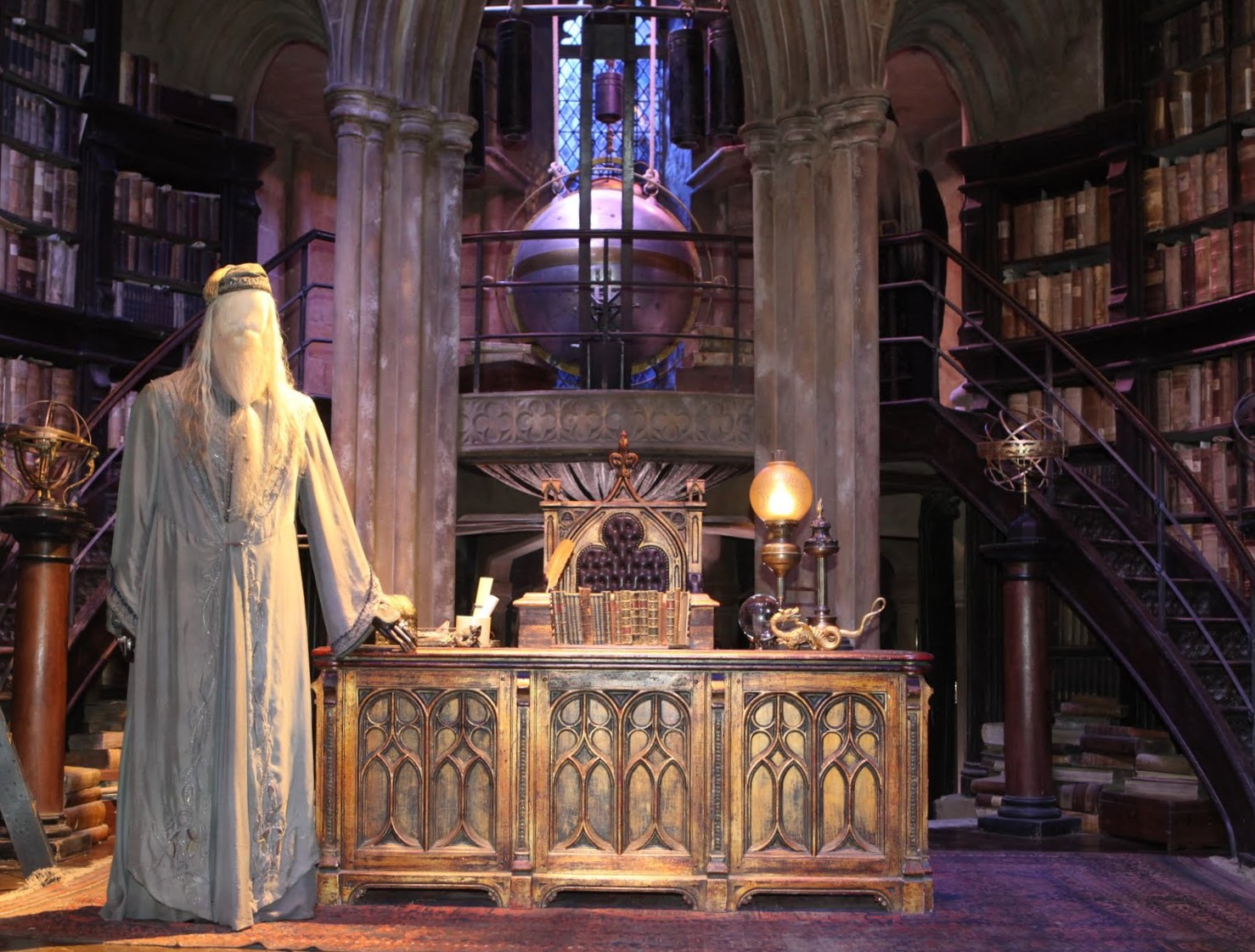
Despacho de Dumbledore tal como es mostrado en la película Harry Potter y la cámara secreta
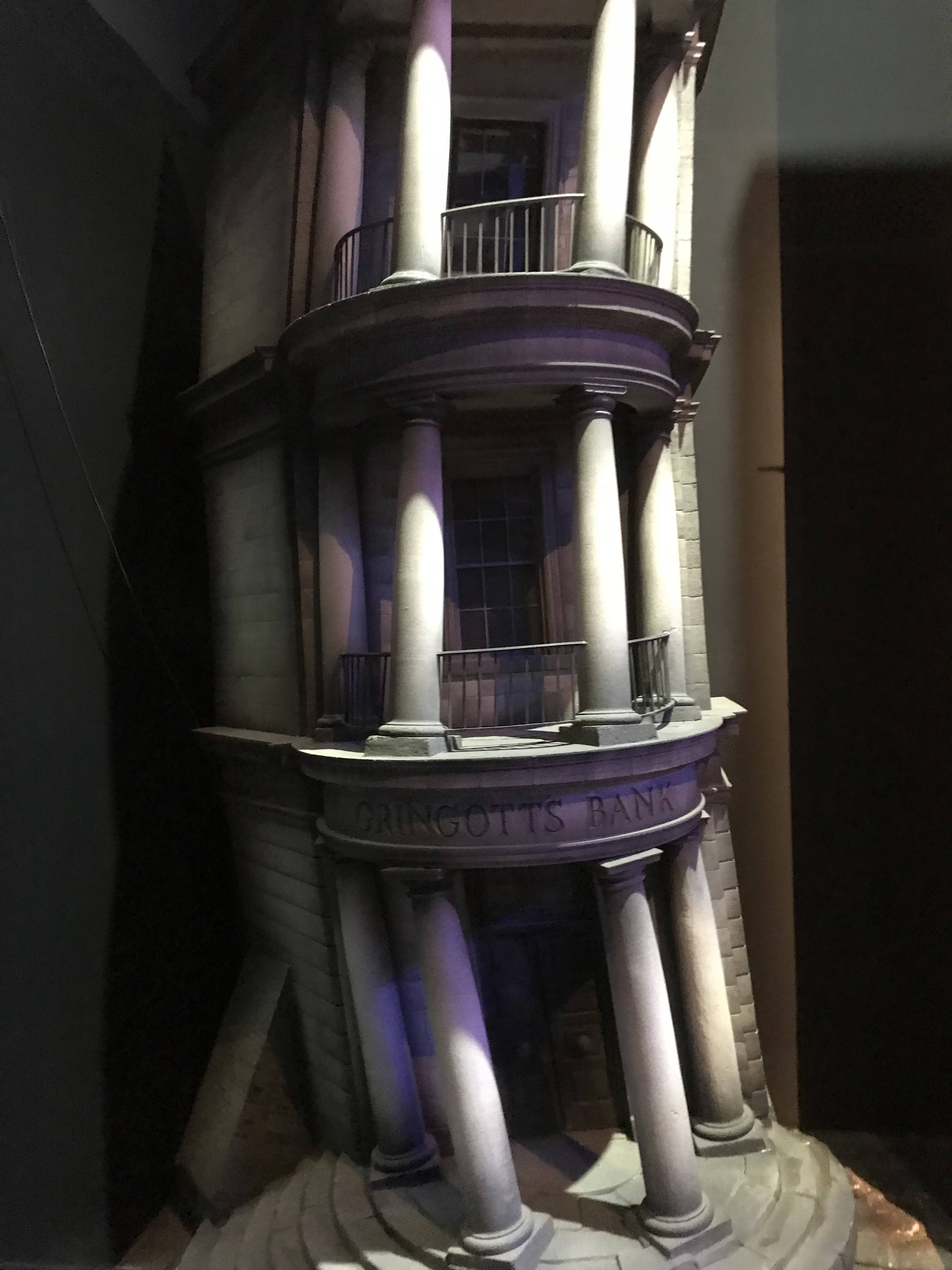
Modelo del Banco de Gringotts.
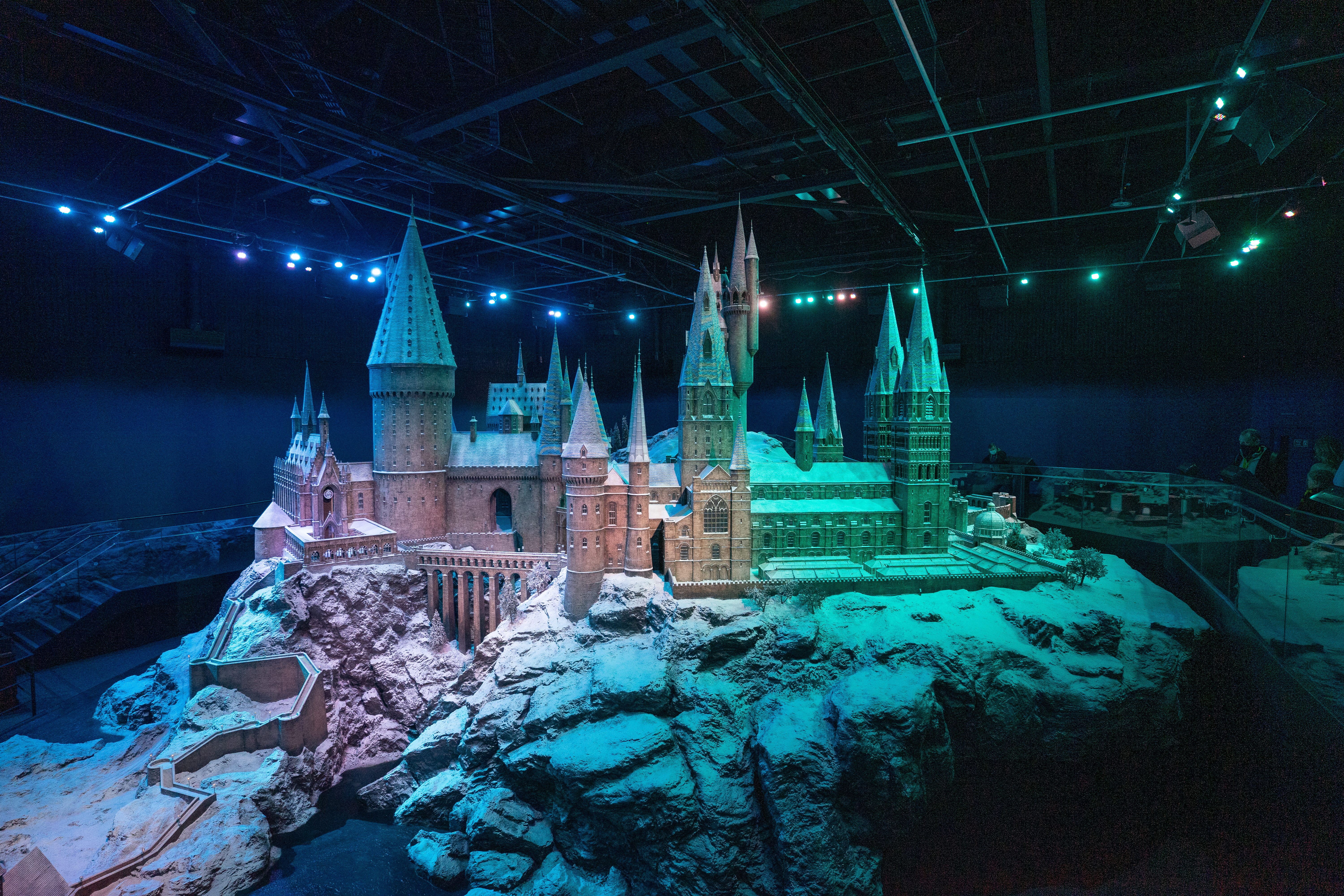
El modelo de Howarts a escala 1:24.